# Бенчарка
Бенчарка (пол. Bęczarka) — село в Польщі, у гміні Мислениці Мисленицького повіту Малопольського воєводства.
Населення — 1019 осіб (2011).
У 1975—1998 роках село належало до Краківського воєводства.

## Демографія
Демографічна структура станом на 31 березня 2011 року:
|          | Загалом | Допрацездатний вік | Працездатний вік | Постпрацездатний вік |
| -------- | ------- | ------------------ | ---------------- | -------------------- |
| Чоловіки | 503     | 135                | 337              | 31                   |
| Жінки    | 516     | 120                | 308              | 88                   |
| Разом    | 1019    | 255                | 645              | 119                  |